# Nuevo Sitalá
Nuevo Sitalá är en ort i Mexiko.   Den ligger i kommunen Simojovel och delstaten Chiapas, i den sydöstra delen av landet, 700 km öster om huvudstaden Mexico City. Nuevo Sitalá ligger 1 423 meter över havet och antalet invånare är 2 101.
Terrängen runt Nuevo Sitalá är bergig åt nordost, men åt sydväst är den kuperad. Runt Nuevo Sitalá är det ganska tätbefolkat, med 96 invånare per kvadratkilometer. Närmaste större samhälle är Pantelhó, 14,9 km söder om Nuevo Sitalá. Omgivningarna runt Nuevo Sitalá är en mosaik av jordbruksmark och naturlig växtlighet.